# 講談社BOX
講談社BOX是講談社在2006年11月發行的書籍系列與部門。

## 簡介
部長和《Faust》雜誌同為太田克史。
作品不只有小說，還包括了漫畫和非小說（Non-fiction）作品。漫畫作品傾向讓曾經發售過的作品復刊（在復刊的情況，有些作品也能從別的系列買到）。
作品出版風格中，以「青春期自覺」為主題的作品相當多。這是編輯的決定所導致。
裝訂的特徵是所有作品都裝在銀色的紙盒中。如此一來，能讓讀者在打開之前無法知道裡面裝了什麼，能夠充分體會拆封的樂趣。編輯長在接受《達文西》雜誌專訪時，提到他喜歡把盒子打開讀書的儀式。
系列的宣傳語為「Everything is Boxed, KODANSHA BOX.　（由你開啟）」
具有各式各樣的企畫。有大河小說、講談社BOX新人獎「流水大獎」。此外，還成立了讀者俱樂部「KOBO」，將來目標進軍海外，進行了許多大田風格的嘗試。
在日本亞馬遜內設有講談社BOX的網站，刊登特別專訪，並且能夠看到發行書籍一覽表。是小說系列首度在亞馬遜上面登錄。
其他還有大河小說的交叉書評（西尾維新評論清涼院流水的書，清涼院流水評論西尾維新的書）。
同時，太田在徹底研究過手機小說後認為新的文藝會在此萌芽。大田認為雖然有手機小說還未成熟的意見，卻依然可能是文藝的新突破，不過大型出版社傾向於忽略此領域。
會訊「KOBO」（一年兩度發行）為了附贈小冊子而延後一個月發行。小冊子內有大河小說2008的插畫原稿，原本應該是會激怒插畫家而無法實現，卻靠著島田努力拜託而成功發行。
為了讓作家能夠比較容易糾近，講談社BOX的編輯部位於講談社外的混合大樓中。此外，排版人員也在附近的桌子待命，有問題時能夠立刻支援。在錄取工作人員時，刻意選擇在出版業經驗較淺的人，也因此提出了附錄小冊子的想法。

## 大河小說
大河小說是讓某個作家在一年間連續12個月出版作品的企畫。12個月連續出版為日本文藝界的創舉。
大河小說2007
- 清涼院流水 
- 西尾維新 

大河小說2008
- 島田莊司 

（奇數月和偶數月各一系列）
大河小說2009
- 定金伸治 

## 講談社BOX新人獎「流水大獎」
公開新人獎。有小說部門（350頁以上的長篇）、插畫部門、批評‧非小說部門等。沒有截稿日，全年募集，一年發表幾次結果，並會將座談會收錄在雜誌中（和梅菲斯特獎相同型式）。
「流水大賞」的流水被認為是清涼院流水。
- 第1回（2007年4月発表）
  - 大賞：從缺
  - 優秀賞：
    - 「」小柳粒男
- 第2回（2007年8月発表）
  - 大賞：從缺
  - 優秀賞：
    - 「」泉和良
    - 「SWITCH」小野梓

  - 明日賞：
    - 「」狩名十朗
    - 「」矢野紗織
    - 「」三西麥
    - 「」夜見直都
    - 「」今闇
    - 「」長田大輝
    - 「」高安正康
    - 「」星生志狼
    - 「」藤原正文

## 講談社BOX作品一覽
- 刀語（西尾維新/竹）※大河小說2007（全12卷）
- 傷物語（西尾維新/VOFAN）
- Classical Fantasy Within（島田莊司/士郎正宗）※大河小說2008（予定全12卷）
- 四方世界の王（定金伸治/記伊孝）※大河小說2009（予定全12卷）
- 島田荘司veryBEST10（島田莊司）※2冊組
- DDD（奈須磨菇/小山廣和）※系列作品（予定全4卷）
- 偽物語（西尾維新/VOFAN）※上下卷
- 化物語（西尾維新/VOFAN）※上下卷
- 貓物語（西尾維新/VOFAN）※黑白卷
- 花散里（針谷卓史/撫子凛）
- 真庭語（西尾維新/竹）
- 428 〜封鎖された渋谷で〜（原作：チュンソフト、執筆：北島行徳/N村）※系列作品（全4卷）
- ひぐらしのなく頃に（竜騎士07/ともひ）※系列作品（全7卷）
- ひぐらしのなく頃に 解（竜騎士07/ともひ）※系列作品（全9卷）
- ひぐらしのなく頃に 礼（竜騎士07/ともひ）（全1卷）
- うみねこのなく頃に（竜騎士07/ともひ）※系列作品（全8卷）
- K 赤之王國（来楽零(GoRA)/鈴木信吾(GoHands)）
- K 青之事件簿（宮沢龍生（GoRA）/鈴木次郎）※上下卷
- K R：B（あざの耕平(GoRA)/鈴木信吾(GoHands)）
- K -Lost Small World-（壁井有可子（GoRA）/鈴木信吾(GoHands)）
- K SIDE：BLACK & WHITE（宮沢龍生(GoRA)/鈴木信吾(GoHands)）
- K SIDE:RED（来楽零(GoRA)/鈴木信吾(GoHands)）
- K SIDE：BLUE（古橋秀之(GoRA)/鈴木信吾(GoHands)）

## 
可以說是精裝版的講談社BOX。使用較昂貴但精美的裝訂方式。第一系列為佐藤友哉的。第二系列為西尾維新的與，同時發售BOX版和版。

## 关联条目
- 浮文誌
- 最前线